# Anna d’Oldenburg-Delmenhorst
Anna d'Oldenburg-Delmenhorst (en alemany Anna von Oldenburg-Delmenhorst) va néixer a Delmenhorst (Alemanya) el 28 de març de 1605 i va morir el 12 de desembre de 1688. Era una noble alemanya, filla del comte Antoni II (1550-1619) i de Sibil·la Elisabet de Brunsvic-Luneburg (1576-1630).

## Matrimoni i fills
El 4 de desembre de 1634 es va casar amb Joan Cristià de Schleswig-Holstein-Sonderburg (1607-1653), fill del duc Alexandre (1573-1627) i de la comtessa Dorotea de Schwarzburg (1579-1639). El matrimoni va tenir quatre fills:
- Dorotea Augusta (1636-1662), casada amb Jordi de Hessen-Lauterbach (1632-1676).
- Cristina Elisabet (1638-1679), casada amb el duc Joan Ernest II de Saxònia-Weimar (1627-1683).
- Joan Frederic (1639-1649).
- Cristià Adolf (1641-1702), casat amb Elionor Carlota de Saxònia-Lauenburg (1646-1709).